# 丘米坎
丘米坎是位于俄罗斯远东地区乌第河河口的一个村庄，位置处于54°42′N 135°17′E / 54.700°N 135.283°E。行政上属于哈巴罗夫斯克边疆区圖古爾-丘米坎區，是该区的行政中心。